# Curva kappa

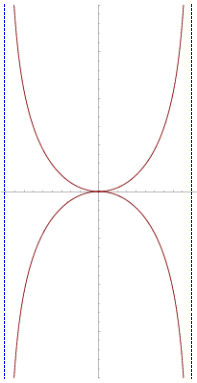
La curva kappa presenta due asintoti verticali.

In geometria la curva kappa o curva di Gutschoven è una curva algebrica bidimensionale che assomiglia alla lettera dell'alfabeto greco κ (kappa). I due rami della curva hanno nell'origine un punto di contatto detto tacnodo.
Mediante le coordinate cartesiane essa può essere individuata dall'equazione:
{\displaystyle x^{4}+x^{2}y^{2}=a^{2}y^{2}}
oppure dalle equazioni parametriche:
{\displaystyle {\begin{cases}x=a\cos t\\y=a\cos t\cot t\end{cases}}}
In coordinate polari essa è data da una funzione molto semplice:
{\displaystyle r=a\tan \theta }
Essa presenta due asintoti verticali dati dalle equazioni {\displaystyle x=\pm a} (nel grafico sono segnati come linee a trattini blu).
La curvatura della curva kappa è:
{\displaystyle \kappa (\theta )={\frac {8\left(3-\sin ^{2}\theta \right)\sin ^{4}\theta }{a\left[\sin ^{2}(2\theta )+4\right]^{3/2}}}}
L'angolo della sua tangente nel suo punto individuato come funzione della coordinata angolare θ è espresso da:
{\displaystyle \phi (\theta )=-\arctan \left[{\frac {1}{2}}\sin(2\theta )\right]}
Delle quartiche razionali, categoria alla quale appartiene appunto la curva kappa, fanno parte le cosiddette "quartiche piriformi", secondo la definizione del matematico francese Guy de Longchamps a fine Ottocento.
Nel carteggio tra de Sluse e Huygens viene citata una curva proposta da Gerard von Gutschoven (primo a studiarla nel 1662 circa e da questi prese il nome). Tra gli altri matematici famosi che si sono occupati di essa vi sono Isaac Newton e Johann Bernoulli.
Le sue tangenti sono state calcolate per la prima volta da Isaac Barrow nel XVII secolo.